# 蒙塔韦尔内尔
蒙塔韦尔内尔，是西班牙巴伦西亚自治区巴伦西亚省的一个市镇。总面积7平方公里，总人口1724人（2001年），人口密度246人/平方公里。